# Tsegaye Gabre-Medhin
Tsegaye Gabre-Medhin, auch Gebre-Medhin (äthiop. ጸጋዬ ገብረ መድህን; * 17. August 1936 in Boda bei Ambo, Äthiopien; † 25. Februar 2006 in Manhattan, New York, NY), war ein äthiopischer Schriftsteller.
Er war Lyriker, Bühnenschriftsteller, Essayist und Künstler. Seine Muttersprache war Oromifa. In den vierziger Jahren veröffentlichte er verschiedene Gedichte, Theaterstücke, Essays und Liedtexte.  Er verfasste sie in Amharisch. Seine Landsleute verglichen ihn mit Shakespeare. Er übersetzte teilweise Werke von ebendiesem, von Brecht und von Molière in das Amharische.
In order to bring about a better future, one must learn from the past. You cannot build a future based on hatred because hatred is the enemy of hope.
Um eine bessere Zukunft zu erreichen, muss man aus der Vergangenheit lernen. Auf Hass kann man keine Zukunft aufbauen, weil Hass der Feind der Hoffnung ist.
Tsegaye Gabre-Medhin 1993 in The Ethiopian Review.
Seit 1998 wurde er in New York wegen eines Nierenleidens behandelt.
Von Gabre-Medhin stammt die Hymne der Afrikanischen Union.

## Publikationen
- 1957 Beig (Herbst), Drama
- 1959 Askeyami Lijagered (Das häßliche Mädchen), Drama
- 1963 Tartuffe (Tartuffe), Adaption von Molière
- 1965 Oda Oak Oracle, Drama
- 1968 Hamlet (Hamlet), Adaption von Shakespeare
- 1975 Enat Alem Tenu (Mutter Courage), Adaption von Brecht
- 1976 Abugida Transform, Drama
- 1977 Collision of Altars, Drama